# العلاقات البوسنية السعودية
العلاقات السعودية البوسنية، تحتفظ البوسنة والهرسك بسفارة في الرياض وتحتفظ المملكة العربية السعودية بسفارة في سراييفو.
حصل البوسنيون على دعم من البلدان الإسلامية ومنظمات إسلامية خلال حرب البوسنة (1992-1995). العمليات العسكرية، بما في ذلك نشاط القاعدة (انظر تنظيم القاعدة في البوسنة والهرسك) ، تم تمويلها ودعمها من قبل الهيئة السعودية العليا، التي أسسها الملك سلمان بن عبد العزيز آل سعود. قدمت المملكة العربية السعودية 300 مليون دولار من إمدادات الأسلحة (و 500 دولار من المساعدات الإنسانية) إلى الحكومة البوسنية، في انتهاك للحظر وبمعرفة من الولايات المتحدة.
تم بناء مسجد الملك فهد، الذي تموله المملكة العربية السعودية، في سراييفو، وهو أكبر مبنى ديني إسلامي في البلقان. وناقشت اللجنة خلال اجتماعاتها عدداً من الموضوعات الهادفة بالإضافة إلى تعزيز التعاون الاقتصادي والتجاري والاستثماري والعلمي والفني بين البلدين.

## وصلات خارجية
- وزارة الخارجية السعودية (بالعربية)
- Ministry of Foreign Affairs of Kingdom of Saudi Arabia (بالإنجليزية)